# Thüring von Ringoltingen

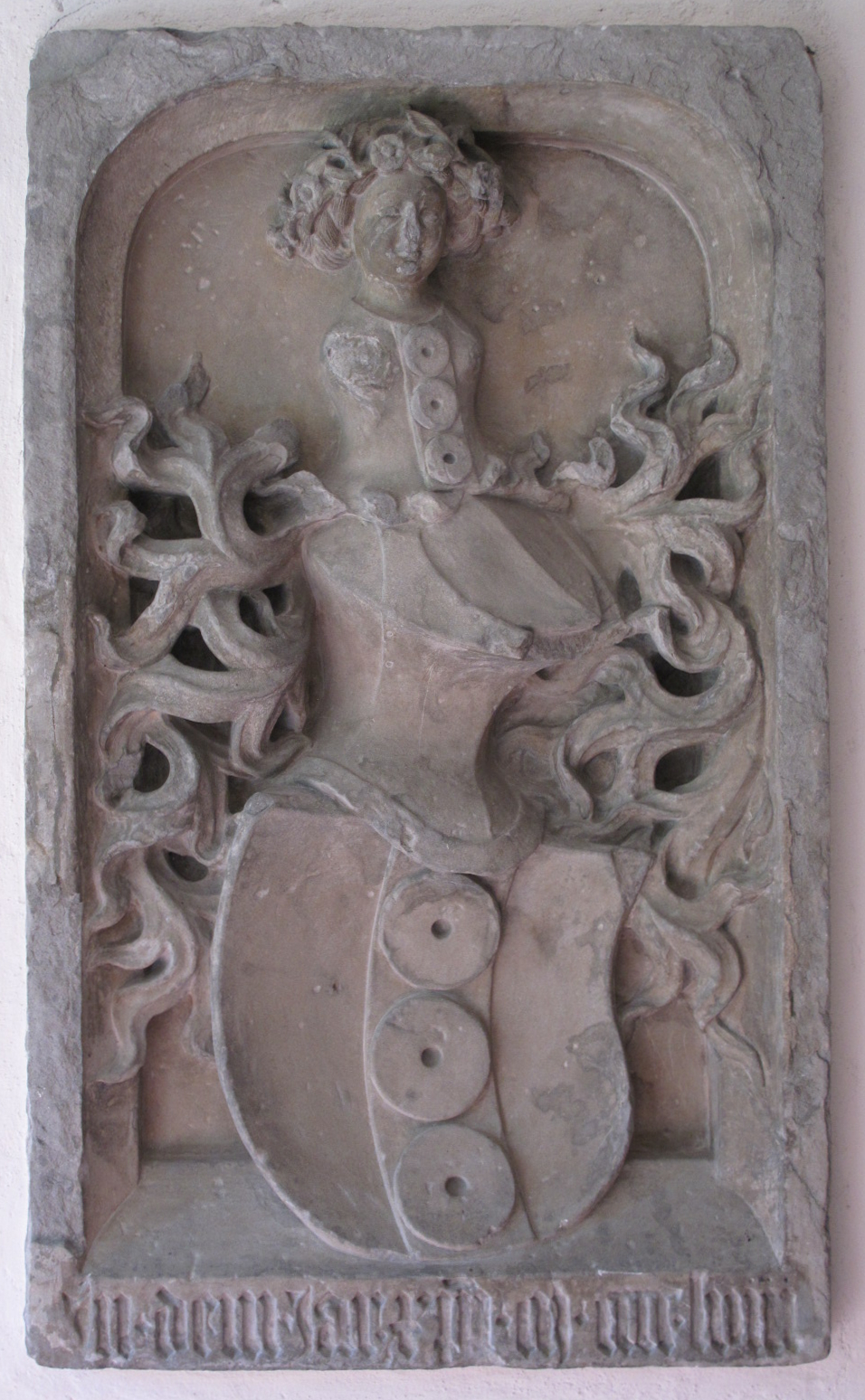
Wappenrelief Thüring von Ringoltingen, aus der Kirche Utzenstorf, heute Schloss Landshut (1458)

Thüring von Ringoltingen (* um 1415; † 1483) war Schultheiss von Bern.

Er stammte aus der Familie Zigerli, die seit 1350 in Bern lebte, zu Wohlstand gekommen war und den Namen des ausgestorbenen Geschlechts derer von Ringoltingen angenommen hatte. Er amtierte in Nachfolge seines Vaters Rudolf mehrfach als Schultheiss und war Pfleger des Münsterbaues. 1457 stiftete er auch den Glockenturm der Kirche von Utzenstorf. Thüring starb 1483 als letzter männlicher Vertreter seiner Familie und wurde in der Ringoltingen-Kapelle im Südschiff des Berner Münsters beigesetzt.
Er schrieb nach einer französischen Vorlage von Coudrette (1401) im Jahr 1456 die Erzählung Melusine, die später als Volksbuch weite Verbreitung fand. In ihr wird vom Herrn von Lusignan berichtet, der seine Frau, die Nixe Melusine, verliert, als er sie heimlich beim Bade beobachtet. Die verwickelte Handlung umspannt vier Generationen und hat fast die gesamte damals bekannte Welt zum Handlungsort. Das Autograph des Werkes ist verloren gegangen, überliefert sind siebzehn Handschriften und etwa dreissig Drucke aus dem 15. und 16. Jahrhundert. Der Stoff wurde vielfach aufgegriffen, u. a. von Hans Sachs, Jakob Ayrer und Ludwig Tieck. Von Ringoltingen hat dieses Werk Markgraf Rudolf IV. von Hachberg-Sausenberg gewidmet. Es wird angenommen, dass der Markgraf durch seine Verbindungen zum Hof des burgundischen Herzogs Philipp dem Guten Zugang zur französischen Versversion von Couldrette hatte und diese von Ringoltingen zur Verfügung stellte. Die Annahme, dass von Ringoltingen eine Auftragsarbeit für Rudolf erstellte, hat sich nicht durchgesetzt.

## Ausgaben der Melusine
- Jan-Dirk Müller: Bibliothek der Frühen Neuzeit, Erste Abteilung, Ln, 12 Bde., Bd.1, Romane des 15. und 16. Jahrhunderts. (Melusine, Fortunatus, Faust), Deutscher Klassiker Verlag, 1990, ISBN 3-618-66310-2.
- Thüring von Ringoltingen: Melusine. Aus dem Frühneuhochdeutschen übertragen ins Neuhochdeutsche von Gerhard Wahle, ISBN 3-89821-330-7.
- Thüring von Ringoltingen. Melusine (1456). Nach dem Erstdruck Basel: Richel um 1473/74. Herausgegeben von André Schnyder in Verbindung mit Ursula Rautenberg. 2 Bd. (Edition, Übersetzung und Faksimile der Bildseiten; Kommentar und Aufsätze). Wiesbaden: Reichert 2006, ISBN 3-89500-508-8
- Thüring von Ringoltingen (Hrsg. Christine Hensel): Die Historie von der schönen Melusina. Mit 54 Illustrationen nach Holzschnitten der Ausgabe des Volksbuches von 1474. Insel Verlag, Leipzig 1979 (Insel-Bücherei 629/2)
- Thüring von Ringoltingen. Melusine. Nach den Handschriften kritisch herausgegeben von Karin Schneider. Berlin: Erich Schmidt Verlag 1958. (Texte des späten Mittelalters, Heft 9).
- Die Histori oder geschicht von der edlen vnnd schönen Melusina, gedruckt bei Heinrich Steiner, Augsburg 1543 Digitalisat
- Couldrette / Thüring <von Ringoltingen>: Das abenteürlich buch beweyset vns von einer frawen genandt Melusina, Augsburg, 1474 MDZ
- Couldrette / Thüring von Ringoltingen: Dis ouventurlich buch bewiset wye von einer frouwen genant Melusina, Basel, ca. 1474/75 MDZ
- Couldrette / Thüring von Ringoltingen: Dis ouentourlich bůch bewiset wie von einer frauwen genantt Melusina die ein merfeye vnd dar zů ein geborne konigin vn[d] vff dem berg Awalon kūmen was, Strassburg, nicht nach 1478 MDZ
- Couldrette / Thüring von Ringoltingen: Das abenteüerlich Buch beweyset vns von eyner frauwen genant. Melusina, Augsburg, ca. 1488 MDZ